# Cleveland Browns 1959
La stagione 1959 dei Cleveland Browns è stata la decima della franchigia nella National Football League, la 14ª complessiva. Il running back Jim Brown corse per 1.329 yard, guidando la lega per il terzo anno consecutivo, e 14 touchdown. Il quarterback Milt Plum, che i Browns avevano scelto nel Draft 1957, emerse come un solido titolare. I Browns erano alla ricerca di un sostituto per Otto Graham da quando questi si era ritirato per la seconda volta nel 1955. Lo trovarono in Plum, che lanciò 14 touchdown a fronte di soli 6 intercetti. Tuttavia la squadra terminò con un record di 7–5, la seconda di sei stagioni consecutive in cui Cleveland ebbe delle formazioni di buon livello, senza riuscire a qualificarsi per i playoff.

## Calendario
| Stagione regolare |              |                        |           |          |
| Turno             | Data         | Avversario             | Risultato | Pubblico |
| 1                 | 26 settembre | at Pittsburgh Steelers | S 7–17    | 33,844   |
| 2                 | 4 ottobre    | at Chicago Cardinals   | V 34–7    | 19,935   |
| 3                 | 11 ottobre   | New York Giants        | S 6–10    | 65,534   |
| 4                 | 18 ottobre   | Chicago Cardinals      | V 17–7    | 46,422   |
| 5                 | 25 ottobre   | Washington Redskins    | V 34–7    | 42,732   |
| 6                 | 1 novembre   | at Baltimore Colts     | V 38–31   | 57,557   |
| 7                 | 8 novembre   | Philadelphia Eagles    | V 28–7    | 58,275   |
| 8                 | 15 novembre  | at Washington Redskins | V 31–17   | 32,266   |
| 9                 | 22 novembre  | Pittsburgh Steelers    | S 20–21   | 68,563   |
| 10                | 29 novembre  | San Francisco 49ers    | S 20–21   | 56,854   |
| 11                | 6 dicembre   | at New York Giants     | S 7–48    | 68,436   |
| 12                | 13 dicembre  | at Philadelphia Eagles | V 28–21   | 45,952   |

## Classifiche
| NFL Eastern Conference |    |    |   |      |      |     |     |     |
|                        | V  | S  | P | %    | CONF | PF  | PS  | STR |
| New York Giants        | 10 | 2  | 0 | .833 | 8–2  | 284 | 170 | V4  |
| Philadelphia Eagles    | 7  | 5  | 0 | .583 | 6–4  | 268 | 278 | S1  |
| Cleveland Browns       | 7  | 5  | 0 | .583 | 6–4  | 270 | 214 | V1  |
| Pittsburgh Steelers    | 6  | 5  | 1 | .545 | 6–4  | 257 | 216 | V1  |
| Washington Redskins    | 3  | 9  | 0 | .250 | 2–8  | 185 | 350 | S5  |
| Chicago Cardinals      | 2  | 10 | 0 | .167 | 2–8  | 234 | 324 | S6  |

Note: I pareggi non venivano conteggiati ai fini della classifica fino al 1972.